# Afroedura amatolica
Afroedura amatolica är en ödleart som beskrevs av Hewitt 1925. Afroedura amatolica ingår i släktet Afroedura och familjen geckoödlor. Inga underarter finns listade i Catalogue of Life. Artepitet i det vetenskapliga namnet syftar på fyndplatsen i bergstrakten Amatola.
Arten förekommer i bergstrakter i sydöstra Kapprovinsen i Sydafrika. Honor lägger ägg. Utbredningsområdet ligger 1400 till 1850 meter över havet. Regionen är huvudsakligen täckt av gräs. Honor lägger ägg.
För beståndet är inga hot kända. IUCN listar arten som livskraft (LC).